# Encina de San Silvestre
Pour les articles homonymes, voir Encina et San Silvestre.
Encina de San Silvestre est une commune de la province de Salamanque dans la communauté autonome de Castille-et-León en Espagne.

## Personnalité
On pense que c'est à Encina de San Silvestre qu'est né le dramaturge et compositeur Juan del Encina (vers 1468-1469, vers 1533).